# ویورلی
ویورلی (انگلیسی: Waverley) رمانی تاریخی از نویسنده و شاعر مشهور اسکاتلندی والتر اسکات می‌باشد که در سال ۱۸۱۴ به عنوان اولین اقدام اسکات برای نوشتن رمان با مضامین تاریخی از آن یاد می‌شود.